# Antonio de Fonseca
Antonio de Fonseca (Toro o Salamanca, ?–Valladolid, 20 de març de 1557) va ser un religiós castellà, bisbe de Pamplona (1545-1550), patriarca de les Índies Occidentals (1552-1557) i president del Consell de Castella (1553-1557).
Membre del llinatge dels Fonseca, originaris de Toro, ciutat pròpia de Fonseca segons Prudencio de Sandoval, si bé segons Fernández hauria nascut a Salamanca.
Fou prior de Roncesvalls i Regent del Consell Reial de Navarra. Fou escollit com a bisbe de Pamplona el 1545; prengué possessió en nom seu el mestre i clergue de Calahorra Juan Lastra, el 14 de març. Entrà solemnement a la ciutat el 29 d'octubre del mateix any i inicià el seu govern intentant reformar els costums i altres obres. Particularment reformà el Breviari romà que utilitzaven la gran majoria de clergues, que havia estat proposat pel frare franciscà i cardenal Francisco de Quiñones, reunint un sínode a Estella el 12 de març de 1548, on amb la col·laboració d'homes doctes va tractar la composició del Breviari d'acord amb les tradicions i costums aprovades pel bisbat, que s'havien deixat de banda.
En moltes ocasions no podia residir al bisbat i actuava en el seu nom el vicari general de la diòcesi Juan de Meneses. Probablement per aquesta causa, entre d'altres, dos anys més tard de la celebració del sínode, renuncià a la dignitat de bisbe a Toro el 13 d'abril de 1550. Un altre motiu va ser el seu nomenament com a president del Consell de Castella per part de l'emperador Carles V, i pel que sembla també l'havia proposat per a l'arxidiòcesi de Toledo, que no arribà a ocupar. El càrrec que sí ocupà fou el de Patriarca de les Índies Occidentals, com a successor de Fernando Niño. El 20 de març de 1557 morí mentre s'estava a la cort de Valladolid. Fou sebollit a la ciutat de Toro.